# Estadio Israel Barrios
El Estadio Israel Barrios es un estadio de fútbol multiusos ubicado en la ciudad de Coatepeque Quetzaltenango específicamente en la lotificación Riberas de La Vega, zona 6, Coatepeque, Quetzaltenango, Guatemala. Se inauguró el 30 de enero de 2011, es el segundo estadio más grande de toda Guatemala, con una capacidad de 20 000 aficionados. También es el segundo estadio con mayor aforo de aficionados de todo el país.

## Historia
La visión de un empresario Guatemalteco Don Israel Barrios (de ahí proviene el nombre del estadio) inicio con la idea de construir un estadio para su ciudad, el empresario es de las personas que promulgan con el ejemplo al afirmar que cuando una persona muere no se lleva nada de este mundo y por eso él donó las 4 manzanas de terreno para que dieran inicio en el 2009 a la construcción del estadio y demoro 2 años el terminar la primera fase la segunda sigue en construcción los 25 millones de Quetzales fueron financiados por el empresario en su totalidad, el estadio es utilizado actualmente por el Club Deportivo Coatepeque y operado por las empresas Barrios.

## Instalaciones y capacidad
El Estadio Israel Barrios tiene una capacidad para albergar a 20 000 personas cómodamente sentadas y es el segundo estadio más grande de Guatemala.
- El estadio cuenta con las siguientes especificaciones:
- 4 localidades
- 5 entradas de acceso al estadio.
- 4 taquillas disponibles para la venta de boletos.
- Cuenta con buen drenaje.
- 6 camerinos 4 son para los equipos y 2 para los árbitros
- Tiene un área de 42 metros de largo y 7 de ancho para que los equipos realicen su precalentamiento.
- Sistema de sonido interno
- cabinas para la radio y televisión.
- Se proyecta el alumbrado para encuentros de noche.
- Parqueo para 200 vehículos.
- El estadio fue verificado por la FIFA, para la organización de partidos internacionales dando su aprobación para encuentros de día.